# Pero externata
Pero externata är en fjärilsart som beskrevs av W. Warren 1905. Pero externata ingår i släktet Pero och familjen mätare. Inga underarter finns listade i Catalogue of Life.